# أحمد صلاح الدين عبد الحليم
الفريق / أحمد صلاح الدين عبد الحليم (2 سبتمبر 1931 - 20 نوفمبر 2020) قائد عسكري مصري، من مواليد مركز السنطة بمحافظة الغربية. شغل عدة مناصب قيادية بالقوات المسلحة المصرية أبرزها قائد الجيش الثاني الميداني ثم رئيس هيئة عمليات القوات المسلحة. وشارك في حرب أكتوبر 1973.

## التأهيل العسكري
- تخرج من الكلية الحربية سنة 1950 «سلاح المشاة»
- بعثة قادة سرايا مشاة في إنجلترا 55 - 1956.
- كلية القادة والأركان بالاتحاد السوفيتي - أكاديمية فرونز 1961.
- حصل على جميع الدورات والفرق الحتمية لضباط وقادة سلاح المشاة.
- حصل على زمالة أكاديمية ناصر العسكرية العليا.[3]

## حياته المهنية
- قائد مدرسة قوات الصاعقة ومن مؤسسيها 1962 - 1966.
- قائد اللواء 31 صاعقة وقائد وحدات الصاعقة في اليمن 1964.
- قائد اللواء 135 مشاة مستقل في بورفؤاد خلال حرب أكتوبر 1973.
- قائد قطاع بورسعيد 1973 - 1974.
- قائد الفرقة 23 مشاة ميكانيكي 1975 - 1976.
- رئيس أركان الجيش الثاني الميداني 1980 - 1981.
- قائد الجيش الثاني الميداني 1981 - 1983.
- رئيس هيئة عمليات القوات المسلحة 1983 - 1986.
- مساعد وزير الدفاع 1986 - 1987.
- مدير مركز الدراسات الإستراتيجية بأكاديمية ناصر العسكرية العليا.
- مستشار مدير أكاديمية ناصر العسكرية العليا.[4]

## الأوسمة والأنواط والميداليات
- وسام نجمة الشرف العسكرية في حرب أكتوبر
- وسام الجمهورية من الطبقة الثانية
- نوط الشجاعة العسكري من الطبقة الأولى
- نوط التدريب من الطبقة الأولى «مرتان»
- نياشين من الجمهورية السورية، واليمن، والولايات المتحدة الأمريكية